# Thiennes
 Thiennes  (en neerlandés Tienen) es una población y comuna francesa, en la región de Norte-Paso de Calais, departamento de Norte, en el distrito de Dunkerque y cantón de Hazebrouck-Sud.

## Demografía
| 883 | 856 | 852 | 856 | 831 | 856 |
| Para los censos de 1962 a 1999 la población legal corresponde a la población sin duplicidades (Fuente: INSEE [Consultar]) |     |     |     |     |     |